# Morti nel 1944/Giugno
| Questa pagina contiene informazioni ricavate automaticamente dalle voci biografiche con l'ausilio del template Bio e di un bot. L'aggiornamento è periodico e automatico e ricostruisce completamente la pagina. Se manca una persona in questa lista, sei pregato di non aggiungerla, ma accertati piuttosto che la sua voce biografica contenga il template Bio e che i dati anagrafici siano correttamente compilati. Se il template Bio manca, inseriscilo tu stesso o, in alternativa, metti l'avviso {{tmp\|Bio}} che ne segnala la mancanza. Se i dati riportati sono sbagliati, correggi direttamente la voce biografica; le modifiche saranno visibili in questa lista entro pochi giorni. Per chiarimenti vedi il progetto biografie. La lista contiene solo le 138 persone che sono citate nell'enciclopedia e per le quali è stato implementato correttamente il template Bio. Pagina aggiornata al 10 mag 2025. |

- 1º giugno - Raul Angelini, militare italiano (n. 1923)
- 1º giugno - Alfredo Patroni, militare italiano (n. 1891)
- 1º giugno - Rómulo D. Carbia, storico argentino (n. 1885)
- 2 giugno - Achille Laugé, pittore e litografo francese (n. 1861)
- 2 giugno - Martin Möbus, militare e aviatore tedesco (n. 1917)
- 2 giugno - Zikmund Schul, compositore tedesco (n. 1916)
- 3 giugno - Gabor Adler, agente segreto e partigiano ungherese (n. 1919)
- 3 giugno - Gregor Adlercreutz, cavaliere svedese (n. 1898)
- 3 giugno - Alfeo Brandimarte, militare e ingegnere italiano (n. 1906)
- 3 giugno - Fortunato Caccamo, militare e carabiniere italiano (n. 1923)
- 3 giugno - Ferdinando Camuncoli, militare italiano (n. 1927)
- 3 giugno - Silvestro Curotti, militare e partigiano italiano (n. 1920)
- 3 giugno - Pietro Dodi, partigiano italiano (n. 1880)
- 3 giugno - Costanzo Ebat, militare e partigiano italiano (n. 1911)
- 3 giugno - Sokrates Lagoudakis, maratoneta greco (n. 1861)
- 3 giugno - Thomas Murray, giocatore di curling britannico (n. 1877)
- 4 giugno - Lussorio Bosu, poliziotto italiano (n. 1923)
- 4 giugno - Bruno Buozzi, sindacalista, politico e operaio italiano (n. 1881)
- 4 giugno - Edmondo Di Pillo, partigiano italiano (n. 1904)
- 4 giugno - Michele Puddu, militare e poliziotto italiano (n. 1922)
- 4 giugno - Francesco Rezza, poliziotto italiano (n. 1920)
- 4 giugno - Mario Rizzatti, militare italiano (n. 1892)
- 5 giugno - Luigi Abbiati, politico, antifascista e partigiano italiano (n. 1897)
- 5 giugno - Józef Beck, politico polacco (n. 1894)
- 5 giugno - Ugo Forno, partigiano italiano (n. 1932)
- 5 giugno - Marcel Lefèvre, aviatore e militare francese (n. 1918)
- 5 giugno - Jean Petit, calciatore belga (n. 1914)
- 5 giugno - Dezső Wein, ginnasta ungherese (n. 1873)
- 5 giugno - Riccardo Zandonai, compositore e direttore d'orchestra italiano (n. 1883)
- 6 giugno - András Baronyi, nuotatore, lunghista e dirigente sportivo ungherese (n. 1892)
- 6 giugno - Gyula Bádonyi, calciatore ungherese (n. 1882)
- 6 giugno - Paul Cornu, ingegnere francese (n. 1881)
- 6 giugno - Wilhelm Falley, generale tedesco (n. 1897)
- 6 giugno - José Gralha, calciatore portoghese (n. 1899)
- 6 giugno - Ker-Xavier Roussel, pittore francese (n. 1867)
- 6 giugno - Fausto Simonetti, partigiano italiano (n. 1921)
- 6 giugno - Robert Lee Wolverton, ufficiale statunitense (n. 1914)
- 7 giugno - Erna Eifler, attivista tedesca (n. 1908)
- 7 giugno - Helmut Michalik, militare tedesco (n. 1894)
- 7 giugno - Edmondo Riva, partigiano italiano (n. 1901)
- 7 giugno - Hanson Turner, militare britannico (n. 1910)
- 7 giugno - Joseph Villeneuve de Janti, entomologo francese (n. 1868)
- 8 giugno - Ivan Gavrilovič Blinov, pittore russo (n. 1872)
- 8 giugno - Tōyō Mitsunobu, ammiraglio giapponese (n. 1897)
- 9 giugno - Gino Parin, pittore italiano (n. 1876)
- 9 giugno - Emmy Zehden, antifascista tedesca (n. 1900)
- 9 giugno - Enrico Zuddas, carabiniere italiano (n. 1911)
- 10 giugno - Wilhelm Beck, militare tedesco (n. 1919)
- 10 giugno - Mario Cipriani, ciclista su strada italiano (n. 1909)
- 10 giugno - Ferruccio Demanins, fotografo italiano (n. 1903)
- 10 giugno - Luigi Morandi, militare e partigiano italiano (n. 1920)
- 10 giugno - Karel Pekelharing, ballerino e partigiano olandese (n. 1909)
- 10 giugno - Christa Winsloe, romanziera, drammaturga e scultrice ungherese (n. 1888)
- 11 giugno - Renato Berardinucci, partigiano italiano (n. 1921)
- 11 giugno - Vermondo Di Federico, militare e partigiano italiano (n. 1924)
- 11 giugno - Gertrud Grunow, cantante e pianista tedesca (n. 1870)
- 11 giugno - Vojtěch Preissig, pittore cecoslovacco (n. 1873)
- 11 giugno - Jože Srebrnic, politico e antifascista sloveno (n. 1884)
- 11 giugno - Harry Stevenson, giocatore di snooker inglese (n. 1874)
- 11 giugno - Teng Yu-hsien, musicista taiwanese (n. 1906)
- 12 giugno - Anna Maria Enriques Agnoletti, partigiana italiana (n. 1907)
- 12 giugno - Riccardo Fedel, partigiano italiano (n. 1906)
- 12 giugno - Erich Marcks, generale tedesco (n. 1891)
- 12 giugno - Italo Piccagli, militare, aviatore e partigiano italiano (n. 1909)
- 13 giugno - Aubert Frère, generale francese (n. 1881)
- 13 giugno - Marcello Garosi, militare e partigiano italiano (n. 1919)
- 13 giugno - Ciro Siciliano, carabiniere italiano (n. 1908)
- 13 giugno - Henri Ghéon, medico, scrittore e poeta francese (n. 1875)
- 14 giugno - Georges Barrère, flautista francese (n. 1876)
- 14 giugno - Sergio Forti, militare e partigiano italiano (n. 1920)
- 14 giugno - Pasquale Infelisi, carabiniere italiano (n. 1899)
- 14 giugno - Giovanni Rava, pittore italiano (n. 1874)
- 14 giugno - Gianluca Spinola, partigiano italiano (n. 1919)
- 14 giugno - Vittorio Vargiu, partigiano italiano (n. 1919)
- 14 giugno - Fritz Witt, generale tedesco (n. 1908)
- 15 giugno - Libero Lossanti, militare e partigiano italiano (n. 1919)
- 15 giugno - Sante Tani, militare e partigiano italiano (n. 1904)
- 16 giugno - Marc Bloch, storico, militare e partigiano francese (n. 1886)
- 16 giugno - Felice Coralli, generale e politico italiano (n. 1866)
- 16 giugno - Rudolf Heinz Ruffer, militare e aviatore tedesco (n. 1920)
- 16 giugno - George Stinney, statunitense (n. 1929)
- 17 giugno - Lorenzo Adolfo Denci, fotografo italiano (n. 1881)
- 17 giugno - Augusto Faccani, calciatore italiano (n. 1891)
- 17 giugno - Heinz Hellmich, generale tedesco (n. 1890)
- 17 giugno - Lauri Nissinen, militare e aviatore finlandese (n. 1918)
- 17 giugno - Vittorio Tassi, carabiniere e partigiano italiano (n. 1903)
- 18 giugno - Natale Colarich, partigiano e politico italiano (n. 1908)
- 18 giugno - Sergio Serafini, partigiano italiano (n. 1922)
- 19 giugno - Silvio Parodi, generale e politico italiano (n. 1878)
- 19 giugno - Herbie Roberts, calciatore inglese (n. 1905)
- 19 giugno - Angelo Giuseppe Zancanaro, militare e partigiano italiano (n. 1894)
- 20 giugno - Toni Merkens, pistard tedesco (n. 1912)
- 20 giugno - Ismail di Kelantan, sovrano malese (n. 1880)
- 20 giugno - Ezio Rizzato, militare e partigiano italiano (n. 1909)
- 20 giugno - Cleonice Tomassetti, patriota italiana (n. 1911)
- 20 giugno - Jean Zay, politico francese (n. 1904)
- 21 giugno - Leopoldo Gasparotto, partigiano, avvocato e alpinista italiano (n. 1902)
- 21 giugno - Nello Troggi, ciclista su strada italiano (n. 1912)
- 22 giugno - Norma Pratelli Parenti, partigiana italiana (n. 1921)
- 22 giugno - Adolfo Vigorelli, partigiano italiano (n. 1921)
- 23 giugno - Eduard Dietl, generale tedesco (n. 1890)
- 23 giugno - Karl Eglseer, generale austriaco (n. 1890)
- 23 giugno - Otto Hoffman, attore statunitense (n. 1879)
- 23 giugno - Ioan Sandu, militare e aviatore rumeno (n. 1900)
- 23 giugno - Virgil Trandafirescu, militare e aviatore rumeno (n. 1907)
- 23 giugno - François Vergucht, canottiere belga (n. 1885)
- 23 giugno - Thomas-Emil von Wickede, generale tedesco (n. 1893)
- 24 giugno - Francesco Calzolari, partigiano italiano (n. 1926)
- 24 giugno - Remo Forlivesi, pallanuotista, nuotatore e calciatore italiano (n. 1888)
- 24 giugno - Esko Kausti, militare finlandese (n. 1916)
- 24 giugno - Enrico Rampinelli, militare e partigiano italiano (n. 1923)
- 24 giugno - Domenico Rasi, antifascista e partigiano italiano (n. 1924)
- 24 giugno - Vanzio Spinelli, antifascista e partigiano italiano (n. 1923)
- 26 giugno - Bruno Brandellero, operaio, militare e partigiano italiano (n. 1922)
- 26 giugno - Sergio De Vitis, militare e partigiano italiano (n. 1920)
- 26 giugno - Vera Menchik, scacchista ceca (n. 1906)
- 26 giugno - Guerrino Nicoli, partigiano italiano (n. 1927)
- 27 giugno - Teresa Adele Binda, partigiana e operaia italiana (n. 1904)
- 27 giugno - Arthur Samuel Brown, calciatore inglese (n. 1885)
- 27 giugno - Ferdinando Guerci, partigiano italiano (n. 1924)
- 27 giugno - Milan Hodža, politico e giornalista slovacco (n. 1878)
- 27 giugno - Amos Paoli, partigiano italiano (n. 1917)
- 28 giugno - Angelo Bettini, politico e partigiano italiano (n. 1893)
- 28 giugno - Philippe Henriot, politico francese (n. 1889)
- 28 giugno - Maria Monaci Gallenga, stilista e designer italiana (n. 1880)
- 28 giugno - Luigi Tandura, militare e partigiano italiano (n. 1921)
- 29 giugno - Guido Alberto Alfieri, ufficiale italiano (n. 1904)
- 29 giugno - Fratelli Brancondi, attivista e antifascista italiano (n. 1906)
- 29 giugno - Adolf Diekmann, militare e criminale di guerra tedesco (n. 1914)
- 29 giugno - Luigi Giambene, esperantista e teologo italiano (n. 1866)
- 29 giugno - Italo Rossi, partigiano italiano (n. 1914)
- 29 giugno - Modesta Rossi, partigiana italiana (n. 1914)
- 29 giugno - Mario Todesco, partigiano italiano (n. 1908)
- 29 giugno - Mathilde de Morny, nobile, pittrice e scultrice francese (n. 1863)
- 30 giugno - Walter Cimino, militare italiano (n. 1926)
- 30 giugno - Hans-Robert Knoespel, ornitologo, esploratore e militare tedesco (n. 1915)
- 30 giugno - Pavel Nikolaevič Rak, militare sovietico (n. 1910)
- 30 giugno - Giuseppe Segre, imprenditore italiano (n. 1873)